# مارتن ديمبسي
مارتن ديمبسي (بالإنجليزية: Martin Dempsey) وهو جنرال أمريكي وهو الرئيس 18 هيئة الأركان المشتركة الأمريكية ولد في يوم 14 مارس 1952 في مدينة جيرسي سيتي في ولاية نيو جيرسي في الولايات المتحدة.

## وصلات خارجية
- مرات الظهور على سي-سبان
- مارتن ديمبسي على موقع IMDb (الإنجليزية)
- مارتن ديمبسي على موقع الموسوعة البريطانية (الإنجليزية)
- مارتن ديمبسي على موقع مونزينجر (الألمانية)
- مارتن ديمبسي على موقع إن إن دي بي (الإنجليزية)